# Yussif Raman Chibsah
Yussif Raman Chibsah (Acra, Ghana, 10 de marzo de 1993) es un futbolista ghanés naturalizado italiano. Juega como centrocampista en el FC Ceahlăul Piatra Neamț de la Liga III.

## Selección nacional
Ha sido internacional con la selección de fútbol de Ghana en dos ocasiones.

## Clubes
| Club                             | País     | Año       |
| -------------------------------- | -------- | --------- |
| Parma F. C.                      | Italia   | 2012-2013 |
| → U. S. Sassuolo Calcio (cedido) | Italia   | 2012-2013 |
| U. S. Sassuolo Calcio            | Italia   | 2013-2017 |
| → Frosinone Calcio (cedido)      | Italia   | 2015-2016 |
| → Benevento Calcio (cedido)      | Italia   | 2016-2017 |
| Benevento Calcio                 | Italia   | 2017-2018 |
| → Frosinone Calcio (cedido)      | Italia   | 2018      |
| Frosinone Calcio                 | Italia   | 2018-2019 |
| Gazişehir Gaziantep F. K.        | Turquía  | 2019-2020 |
| VfL Bochum                       | Alemania | 2020-2022 |
| Apollon Smyrnis                  | Grecia   | 2022      |
| Ionikos de Nicea                 | Grecia   | 2022-2023 |
| U. S. Folgore Caratese           | Italia   | 2023-2024 |
| FC Ceahlăul Piatra Neamț         | Rumania  | 2024-Act. |

## Palmarés

### Campeonatos nacionales
| Título  | Club                  | País   | Año  |
| ------- | --------------------- | ------ | ---- |
| Serie B | U. S. Sassuolo Calcio | Italia | 2013 |